# Parafia św. Anny w Myszkowie
Parafia św. Anny – rzymskokatolicka parafia znajdująca się w Myszkowie. Należy do dekanatu Myszków i archidiecezji częstochowskiej.
Została utworzona w 1981 roku. Kościół parafialny pw. Miłosierdzia Bożego wybudowany w latach 1986–1992, konsekrowany w 1992 roku.

## Grupy parafialne
Parafialna Rada Duszpasterska, Żywy Różaniec, Akcja Katolicka, Parafialna Rada Ekonomiczna, Bractwo Szkaplerza Świętego, Betańska Misja Wspierania Kapłanów, Liturgiczna Służba Ołtarza, schola młodzieżowa, schola dziecięca, Ruch Światło-Życie.